# Al-Battani

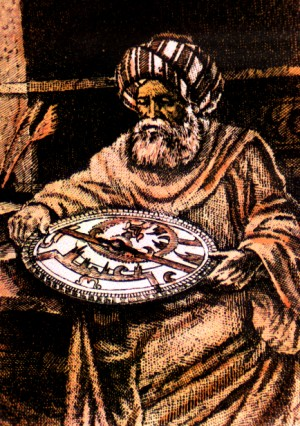
al-Battani

Mohammed ibn Dschābir al-Battānī (أبو عبد الله محمد بن جابر بن سنان الحراني الصابي البتاني Abū ʿAbdullāh Muhammad ibn Dschābir ibn Sinān al-Harrānī as-Sābī al-Battānī, DMG Abū ʿAbdullāh Muḥammad ibn Ǧābir ibn Sinān al-Ḥarrānī aṣ-Ṣābī al-Battānī), latinisiert Albategnius oder Albatanius (* etwa zwischen 850 und 869 in Harran nahe Şanlıurfa – heute Türkei; † 929 auf der Reise von Bagdad nach Raqqa in Qasr al-Dschiss bei Samarra) war ein arabischer Gelehrter und gilt als einer der größten Astronomen im Nahen Osten.

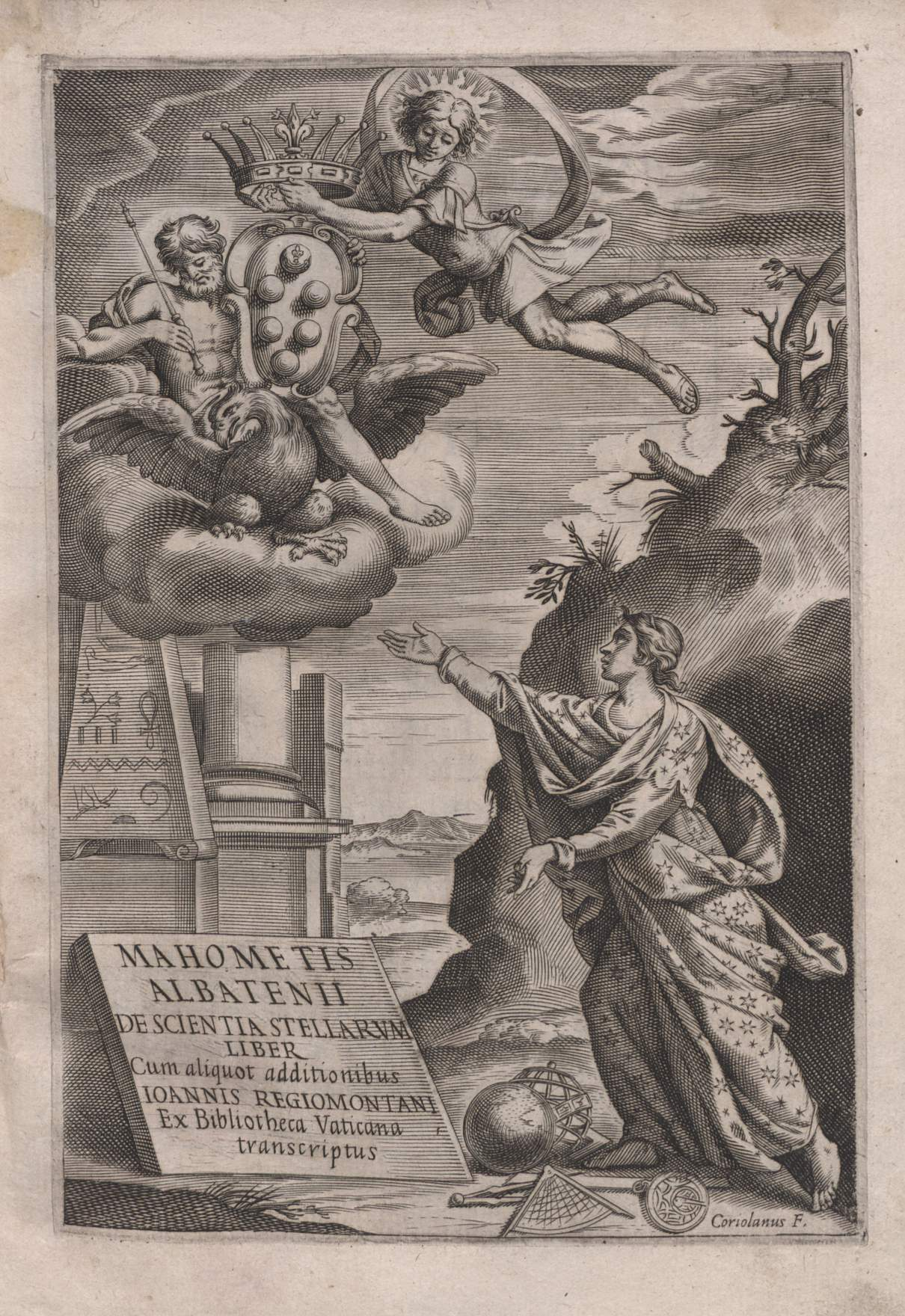
De scientia stellarum, 1645

Al-Battānī vermittelte der arabischen Welt die Grundlagen der indischen Mathematik (Lehrbuch „Retha Ganita“: indische Ziffern, das Konzept der Null, Grundlagen der Geometrie und der Algebra). Durch die Araber weiterentwickelt gelangten diese Grundlagen später nach Europa.
Die astronomischen Tafeln Al-Battānīs wurden unter dem Titel Scientia Stellarum erstmals im Jahr 1537 in Nürnberg gedruckt.
Al-Battānī war Statthalter der Kalifen in Syrien. Seine astronomischen Beobachtungen hat er teils in Damaskus, teils in Aracta in Mesopotamien angestellt, weshalb er auch Mohammedes Aractensis heißt. Er berechnete die Länge des Sonnenjahrs auf 365 Tage 5 Stunden 46 Minuten 24 Sekunden, also bis auf rund zwei Minuten genau. Al-Battānī unterwarf die (scheinbare) Exzentrizität der Sonnenbahn einer neuen genauen Untersuchung und bemerkte dabei zuerst die Bewegung des Apogäums und berechnete die Bewegung der Planeten sehr genau. Weiterhin fügte er neue Tafeln und viele Modifikationen der herkömmlichen Theorie, des ptolemäischen Systems, hinzu. Bedeutend ist aber vor allem Al-Battānīs Verdienst um die Trigonometrie, in welcher er als erster statt geometrischer Sehnen den Sinus gebrauchte. Er fand und bewies als erster den Sinussatz.
Außerdem bewies er, dass das Verhältnis von Sinus durch Cosinus dem Tangens entspricht:
{\displaystyle \tan \alpha ={\frac {\sin \alpha }{\cos \alpha }}}
{\displaystyle \sec \alpha ={\sqrt {1+\tan ^{2}\alpha }}}
Er löste auch die Gleichung sin x = a cos x:
{\displaystyle \sin x={\frac {a}{\sqrt {1+a^{2}}}}}
Al-Battānī fand den Seitenkosinussatz im Eulerschen Kugeldreieck in dem alle Winkel < 180° sind. Mit den Seiten {\displaystyle a}, {\displaystyle b} und {\displaystyle c} im Winkelmaß und deren gegenüberliegenden Winkeln {\displaystyle \alpha }, {\displaystyle \beta } und {\displaystyle \gamma } lautet er:
{\displaystyle \cos c=\cos a\cos b+\sin a\sin b\cos \gamma }
Quelle: 
Der Mondkrater Albategnius ist nach ihm benannt.